# コスモドリーム
コスモドリーム（欧字名:Cosmo Dream、1985年6月13日 - ?）は、日本の競走馬、繁殖牝馬。
1988年の優駿牝馬（オークス）（GI）優勝馬である。

## デビューまで
上田牧場は、上田清次郎が北海道白老町に開いた競走馬生産牧場である。炭鉱で財を成し馬主となった上田は、1954年の皐月賞、菊花賞を優勝し二冠、東京優駿は不利もあって三冠を逃したダイナナホウシュウなどを所有していた。また1965年には、東京優駿直前には、有力馬のダイコーターをトレードで獲得。ダイナナホウシュウで逃したダービーのタイトルを目指したが叶わなかった。秋の菊花賞は優勝したダイコーターは、1969年から上田牧場で種牡馬となった。
1971年には、ホウシュウミサイル（母父:アドミラルバード）が上田牧場で誕生する。ホウシュウミサイルは、1974年の金鯱賞、小倉記念を優勝し、種牡馬となっていた。同年、ホウシュウミサイルの全弟としてブゼンダイオーが誕生する。ブゼンダイオーは、1976年にデビューし3戦目で勝ち上がり、4戦かけて300万円以下を突破。毎日杯に挑むも、ハードバージに敗れる7着で、クラシックに参戦できなかった。その後は、600万円以下を勝利したのみ、10戦3勝で競走馬を引退した。
平凡な競走成績に終わったブゼンダイオーだったが、期待されていた兄ホウシュウミサイルが急死したことから、1981年から種牡馬となっていた。しかしブゼンダイオーは、種牡馬としての人気に乏しかった。外部からの種付け申し込みはなく、上田牧場の牝馬にいくらかつけるだけ、主な用途は繁殖牝馬を欲情させるための当て馬だった。種付けをしても、繁殖牝馬となったばかりの訓練用、お試しとしてだったり、身体の状態が芳しくない牝馬ばかり相手にしており、年間交配数は数頭に留まっていた。そして1984年は、繁殖牝馬としてまだ仔を孕んだことのないスイートドリームと交配する。
スイートドリームは、北海道浦河町の荻伏牧場で生産された牝馬である。日本における母系は、上田が1954年にニュージーランドより輸入したミスブゼンまで遡ることができ、スイートドリームの祖母がミスブゼンにあたる。スイートドリームは、競走馬として出走することなく繁殖牝馬となった。荻伏牧場で育まれて牝系だったが、スイートドリームの所有者である「京阪神不動産社長の未亡人」が、上田牧場に譲渡。血が三代ぶりに上田のもとに戻ってきていた。
繁殖牝馬となったスイートドリームは気性が荒く、種牡馬が後ろに回ると暴れて後ろ脚で相手を蹴ろうとする悪癖があった。種牡馬を怪我させる危険があり、もし他牧場の、良血の種牡馬を怪我させれば、一大事だった。一度モガミに挑んだが、流産だった。そこで牧場は、スイートドリームに「懲りてヤケのヤンパチで」（上田幸生）ブゼンダイオーをあてがうこととなった。1985年6月13日、北海道白老町の上田牧場にて、スイートドリームの初仔である鹿毛の牝馬が誕生する。6月生まれの遅生まれだった。
初仔は、上田牧場が自ら所有して競走馬となる予定だった。しかし大阪府堺市の開業医である田邊廣己の所有馬となる。田邊はこの年、何頭かの馬を用意していたが、怪我をしたり休養に入ったりして1頭も走ることができる状況になかった。そこで上田牧場に無理を言って購入していた。田邊はその初仔に「コスモドリーム」という名前を与えている。コスモドリームは、栗東トレーニングセンターの松田博資厩舎に入厩する。大橋勇樹が調教助手を担っている。

## 競走馬時代

### 優駿牝馬
4歳となった1988年1月10日、京都競馬場の新馬戦（ダート1200メートル）で3年目の熊沢重文を鞍上にデビューする。初戦こそ敗れたが、2戦目の新馬戦（ダート1800メートル）を大差で優勝、初勝利を挙げた。続く梅花賞（400万円以下）は、3着。それから3月13日、桜花賞の前哨戦であるチューリップ賞（OP）で芝初挑戦となる。参戦にあたって松田は、熊沢に対して気合をつけながら進むと危ないから、初めは抑えてハミを取って定まってから気合をつけろと指示していた。しかしスタート直後に気合がつきながら進み、熊沢をたちまち振り落として、競走中止となった。この後は、新人騎手の岡潤一郎に乗り替わり、初戦は2着。それから2戦目のはなみずき賞（400万円以下）で勝利し、2勝目を挙げた。そして5月22日、優駿牝馬（オークス）（GI）に臨む。新人の岡にはGIに騎乗する資格がないため、鞍上は3年目の熊沢が舞い戻った。ただし、栗東所属の熊沢は、優駿牝馬が行われる東京競馬場で騎乗した経験がなく、道順すら知らなかった。おまけにクラシック初出場、重賞では4着が最高の見習騎手だった。

22頭立てとなるなか、単勝オッズ23.1倍の10番人気、支持率にして3.2パーセントだった。人気を集めたのは、桜花賞と優駿牝馬のトライアル競走であるサンケイスポーツ賞4歳牝馬特別でワンツーフィニッシュを決めた栗東・庄野穂積厩舎の2頭、アラホウトクとシヨノロマンだった。それにスイートローザンヌ、リーゼングロスの仔アインリーゼン、シノクロス、フリートークと関東、美浦所属が群がっていた。東京初参戦の熊沢は、とりあえず人気のアラホウトクに騎乗する河内洋を頼ることにする。そして「東京の直線は長いから坂をのぼり切るまで追うな」とアドバイスを受けていた。雨中の良馬場だった。
スルーオベストがハナを奪って先導し、中団にアラホウトクとシヨノロマンがいるなか、コスモドリームはアラホウトクの背後を確保して追走した。芝が雨に濡れて末脚を削がれる「上滑りする馬場」をハイペースで進んだ馬群の各々は、早めに逃げ馬をかわして押し切ろうと画策していた。シヨノロマンなどが早めに抜け出し、それにアラホウトクが呼応していた。しかし各々が揃って仕掛けが早く、停滞する。対してコスモドリームと熊沢は、アドバイスを忠実に守り、坂を上り切った残り200メートルから仕掛けを開始、末脚を発揮していた。伸びあぐねるアラホウトクなどをかわしては、抜け出していたフリートークを差し切りを果たす。そして、同様に追い込んだ11番人気マルシゲアトラスに先を譲らなかった。マルシゲアトラスに1馬身半差をつけて、決勝線を先頭で通過。優駿牝馬、クラシック戴冠を果たした。
熊沢は、重賞初勝利が、GI、クラシックだった。1979年アグネスレディーで制した河内、1985年ノアノハコブネで制した音無秀孝などに続いて史上15人目となる優駿牝馬初出場初優勝。1938年アステリモアで制した保田隆芳、1943年クリフジで制した前田長吉に続いて史上3人目、第二次世界大戦後では初めてとなる見習騎手による優駿牝馬優勝を果たした。また無名の種牡馬ブゼンダイオーは、その年の産駒ただ1頭が、世代女王にまで上り詰めている。
なお、当日のフジテレビ『スーパー競馬』での中継にて、最後の直線の攻防の最中、実況の堺正幸がコスモドリームを同枠に入っていたサンキョウセッツと誤認する事件があった。堺はコスモドリームが抜け出してきた瞬間から「サンキョウセッツが来た」と連呼したが、ゴール通過後漸く謝りに気づき訂正するに至った。

### 優駿牝馬以後
夏は続戦して、ローカル開催を転戦する。7月10日の高松宮杯（GII）では、地方競馬から転入後、JRA重賞4連勝中のオグリキャップに、GI優勝馬として立ちはだかったが、5馬身以上突き放された。オグリキャップに5連勝を許す3着だった。
続いて8月28日、小倉記念（GIII）に臨み、優駿牝馬2着のマルシゲアトラスとの再戦となったが、1番人気だった。最後方の内側を追走し、第3コーナーから外に切り替えて、まくるように進出。直線ではマルシゲアトラスを下し、好位のプレジデントシチーと張り合う「一騎打ち」となった。プレジデントシチーが、残り200メートルでこちら側にもたれて来て、不利を被ったが、負けずに抵抗して先を許さなかった。2頭並んだままほとんど同時に、決勝線を通過した。優劣は写真判定に持ち込まれ、プレジデントシチーのハナ差先着が判明、2着に敗れた。終いの一騎打ちにおいて、プレジデントシチーは、斜行が認められている。騎乗の岩元市三は、過怠金4万円の制裁を受けていた。降着処分なく2着となり、松田は、激怒したという。
秋は、三冠目のエリザベス女王杯を目指して、10月9日の京都大賞典（GII）で始動し、1番人気に推される。6番人気メイショウエイカンが逃げる中、最後方を追走した。直線では大外から進出。好位のマルブツファースト、ゴールドシチーを捉え、ゴール手前で差し切りを果たしたが、逃げるメイショウエイカンには敵わなかった。3馬身後れを取る2着だった。敗れたものの、中身のある2着にエリザベス女王杯の有力馬と目されたが、京都大賞典2日後に骨折が判明。エリザベス女王杯回避と、年内休養となった。この年のJRA賞では、最優秀4歳牝馬部門にて全172票中44票を集めたが、77票のアラホウトクに及ばず次点だった。
7か月の休養を経て、1989年4月30日のオーストラリアトロフィー（OP）を勝利。続く6月11日の宝塚記念（GI）では、ヤエノムテキ、キリパワー、イナリワン、サクラチヨノオーに次ぐ5番人気に推されていたが、14着敗退。それから7月9日の高松宮杯（GII）に臨むも、9着敗退。これを最後に競走馬を引退した。

## 繁殖牝馬時代
引退後は、北海道門別町の下河辺牧場で繁殖牝馬となった。1991年に初仔を産んでいる。1996年からは、北海道鵡川町のフラット牧場に移り、繁殖活動を継続した。1991年から2005年までに13頭の仔を残した。2007年、ホワイトマズルとの交配が不受胎となったのを最後に、繁殖牝馬を引退。2009年4月1日を以て用途変更となった。

## 競走成績
以下の内容は、netkeiba.comおよびJBISサーチに基づく。
| 競走日 | 競走日 | 競走日 | 競馬場 | 競走名          | 格   | 距離 （馬場） | 頭 数 | 枠 番 | 馬 番 | オッズ （人気） | 着順     | タイム （上り3F） | タイム （上り3F） | 着差     | 騎手     | 斤量 [kg] | 1着馬 （2着馬）        | 馬体重 [kg] |
| ------ | ------ | ------ | ------ | --------------- | ---- | ------------- | ----- | ----- | ----- | --------------- | -------- | ----------------- | ----------------- | -------- | -------- | --------- | ---------------------- | ----------- |
| 1988.  | 01.    | 10     | 京都   | 4歳新馬         |      | ダ1200m（良） | 16    | 3     | 5     | 02.30（1人）    | 03着     | 1:14.8            | （36.2）          | -0.9     | 熊沢重文 | 52        | シンコウエンジェル     | 470         |
|        | 01.    | 23     | 京都   | 4歳新馬         |      | ダ1800m（稍） | 11    | 5     | 5     | 02.10（1人）    | 01着     | 1:54.4            | （37.7）          | -1.7     | 熊沢重文 | 52        | （ロングイチヒメ）     | 464         |
|        | 02.    | 13     | 京都   | 梅花賞          | 4下  | ダ1800m（良） | 8     | 6     | 6     | 02.90（2人）    | 03着     | 1:54.8            | （37.8）          | -0.3     | 熊沢重文 | 53        | ワンダーテイオー       | 452         |
|        | 03.    | 13     | 阪神   | チューリップ賞  | OP   | 芝1600m（良） | 11    | 8     | 10    | 13.00（6人）    | 競走中止 | 競走中止          | 競走中止          | 競走中止 | 熊沢重文 | 54        | シヨノロマン           | 448         |
|        | 03.    | 27     | 阪神   | 4歳400万下      |      | 芝2000m（不） | 9     | 2     | 2     | 02.90（2人）    | 02着     | 2:08.3            | （36.0）          | -0.6     | 岡潤一郎 | 50        | ミントビガー           | 450         |
|        | 04.    | 16     | 阪神   | はなみずき賞    | 4下  | 芝2200m（良） | 12    | 7     | 9     | 06.90（4人）    | 01着     | 2:15.5            | （36.3）          | -0.0     | 岡潤一郎 | 53        | （ミントビガー）       | 446         |
|        | 05.    | 22     | 東京   | 優駿牝馬        | GI   | 芝2400m（良） | 22    | 3     | 9     | 23.1（10人）    | 01着     | 2:28.3            | （36.5）          | -0.2     | 熊沢重文 | 55        | （マルシゲアトラス）   | 446         |
|        | 07.    | 10     | 中京   | 高松宮杯        | GII  | 芝2000m（良） | 8     | 1     | 1     | 15.90（4人）    | 03着     | 1:59.9            | （35.1）          | -0.9     | 熊沢重文 | 52        | オグリキャップ         | 442         |
|        | 08.    | 28     | 小倉   | 小倉記念        | GIII | 芝2000m（良） | 12    | 4     | 4     | 02.40（1人）    | 02着     | 2:02.1            | （36.2）          | -0.0     | 熊沢重文 | 55        | プレジデントシチー     | 446         |
|        | 10.    | 09     | 京都   | 京都大賞典      | GII  | 芝2400m（良） | 8     | 7     | 7     | 02.20（1人）    | 02着     | 2:27.6            | （36.0）          | -0.5     | 岡潤一郎 | 55        | メイショウエイカン     | 450         |
| 1989.  | 04.    | 30     | 京都   | オーストラリアT | OP   | 芝2200m（良） | 9     | 5     | 5     | 02.70（2人）    | 01着     | 2:17.1            | （36.3）          | -0.0     | 熊沢重文 | 57        | （スカイジャイアント） | 458         |
|        | 06.    | 11     | 阪神   | 宝塚記念        | GI   | 芝2200m（良） | 16    | 6     | 10    | 15.10（5人）    | 14着     | 2:16.1            | （38.4）          | -2.1     | 熊沢重文 | 54        | イナリワン             | 454         |
|        | 07.    | 09     | 中京   | 高松宮杯        | GII  | 芝2000m（稍） | 14    | 8     | 14    | 11.90（5人）    | 09着     | 2:00.6            | （36.8）          | -1.7     | 熊沢重文 | 55        | メジロアルダン         | 452         |

## 繁殖成績
|        | 生年   | 馬名               | 性 | 毛色   | 父                 | 馬主       | 管理調教師       | 戦績     | 供用 | 出典   |
| ------ | ------ | ------------------ | -- | ------ | ------------------ | ---------- | ---------------- | -------- | ---- | ------ |
| 初仔   | 1991年 | ミスチーフ         | 牝 | 鹿毛   | アスワン           | 田邊廣己   | 栗東・松田博資   | 不出走   | 繁殖 | [ 32 ] |
| 2番仔  | 1992年 | ルナロッサ         | 牝 | 鹿毛   | リヴリア           | 田邊廣己   | 栗東・松田博資   | 4戦0勝   | 繁殖 | [ 33 ] |
| 3番仔  | 1993年 | リアルハイブローウ | 牝 | 鹿毛   | リアルシャダイ     | 田邊廣己   | 新潟・村松保信 → | 34戦4勝  | 繁殖 | [ 34 ] |
| 4番仔  | 1994年 | スターノーティス   | 牡 | 鹿毛   | ダンシングブレーヴ | 田邊廣己 → | 名古屋・斉藤弘光 | 66戦15勝 | 抹消 | [ 35 ] |
| 5番仔  | 1995年 | ネオン             | 牝 | 鹿毛   | オールドヴィック   | 田邊廣己   | 道営・原孝明     | 不出走   | 繁殖 | [ 36 ] |
| 6番仔  | 1996年 | マルブツクラウン   | 牡 | 栃栗毛 | クリミナルタイプ   | 大沢毅 →   | 栗東・坪正直 →   | 68戦13勝 | 抹消 | [ 37 ] |
| 7番仔  | 1997年 | コスモアクトレス   | 牝 | 黒鹿毛 | フォーティナイナー | 大沢毅     | 栗東・坪正直     | 28戦1勝  | 抹消 | [ 38 ] |
|        | 1998年 | 不受胎             |    |        | ダンシングブレーヴ |            |                  |          |      | [ 2 ]  |
| 8番仔  | 1999年 | エスプレンドル     | 牝 | 栗毛   | フォーティナイナー | 田邊廣己   | 栗東・土門一美 → | 7戦1勝   | 繁殖 | [ 39 ] |
| 9番仔  | 2000年 | ブルーコメット     | 牡 | 鹿毛   | ウォーニング       | 田邊康子 → | 栗東・土門一美 → | 50戦4勝  | 抹消 | [ 40 ] |
| 10番仔 | 2001年 | エスペランサー     | 牝 | 鹿毛   | タイキブリザード   | 田邊廣己 → | 栗東・須貝彦三 → | 52戦7勝  | 抹消 | [ 41 ] |
| 11番仔 | 2002年 | ヒサンサン         | 牝 | 黒鹿毛 | キングヘイロー     | 田邊康子   | 栗東・大橋勇樹   | 7戦1勝   | 抹消 | [ 42 ] |
| 12番仔 | 2003年 | エトワール         | 牝 | 鹿毛   | シーロ             | 田邊康子   | 栗東・大橋勇樹   | 5戦0勝   | 抹消 | [ 43 ] |
|        | 2004年 | 死産               |    |        | エリシオ           |            |                  |          |      | [ 2 ]  |
| 13番仔 | 2005年 | ユウズツ           | 牝 | 栗毛   | サウスヴィグラス   | 田邊廣己   | 栗東・大橋勇樹 → | 12戦1勝  | 抹消 | [ 44 ] |
|        | 2006年 | 種付けなし         |    |        |                    |            |                  |          |      | [ 2 ]  |
|        | 2007年 | 不受胎             |    |        | ホワイトマズル     |            |                  |          |      | [ 2 ]  |
|        | 2008年 | 種付けなし         |    |        |                    |            |                  |          |      | [ 2 ]  |
|        | 2009年 | 種付けなし         |    |        |                    |            |                  |          |      | [ 2 ]  |
|        | 2010年 | 種付けなし         |    |        |                    |            |                  |          |      | [ 2 ]  |

## 血統表
| コスモドリームの血統          | コスモドリームの血統                                      | コスモドリームの血統                                      | （血統表の出典）                                          | （血統表の出典） |
| 父系                          | ボワルセル系                                              | ボワルセル系                                              | ボワルセル系                                              | [ § 2 ]          |
| 父 ブゼンダイオー 1974 鹿毛   | 父の父ダイコーター 1962 鹿毛                              | *ヒンドスタン Hindostan                                   | Bois Roussel                                              | Bois Roussel     |
| 父 ブゼンダイオー 1974 鹿毛   | 父の父ダイコーター 1962 鹿毛                              | *ヒンドスタン Hindostan                                   | Sonibai                                                   |                  |
| 父 ブゼンダイオー 1974 鹿毛   | 父の父ダイコーター 1962 鹿毛                              | *ダイアンケー Dianne K.                                   | Lillolkid                                                 | Lillolkid        |
| 父 ブゼンダイオー 1974 鹿毛   | 父の父ダイコーター 1962 鹿毛                              | *ダイアンケー Dianne K.                                   | Bonnie Luna                                               |                  |
| 父 ブゼンダイオー 1974 鹿毛   | 父の母アランバード 1963 鹿毛                              | *アドミラルバード Admiral Byrd                            | Nearco                                                    | Nearco           |
| 父 ブゼンダイオー 1974 鹿毛   | 父の母アランバード 1963 鹿毛                              | *アドミラルバード Admiral Byrd                            | Woodlark                                                  |                  |
| 父 ブゼンダイオー 1974 鹿毛   | 父の母アランバード 1963 鹿毛                              | *アランデール Allandale                                   | Propontis                                                 | Propontis        |
| 父 ブゼンダイオー 1974 鹿毛   | 父の母アランバード 1963 鹿毛                              | *アランデール Allandale                                   | *フリローラ                                               |                  |
| 母 スイートドリーム 1979 鹿毛 | 母の父*ラッキーソブリン Lucky Sovereign 1974 鹿毛         | Nijinsky                                                  | Northern Dancer                                           | Northern Dancer  |
| 母 スイートドリーム 1979 鹿毛 | 母の父*ラッキーソブリン Lucky Sovereign 1974 鹿毛         | Nijinsky                                                  | Flaming Page                                              |                  |
| 母 スイートドリーム 1979 鹿毛 | 母の父*ラッキーソブリン Lucky Sovereign 1974 鹿毛         | Sovereign                                                 | Pardao                                                    | Pardao           |
| 母 スイートドリーム 1979 鹿毛 | 母の父*ラッキーソブリン Lucky Sovereign 1974 鹿毛         | Sovereign                                                 | Urshalim                                                  |                  |
| 母 スイートドリーム 1979 鹿毛 | 母の母ゲラン 1964 栗毛                                    | *ソロナウエー Solonaway                                   | Solferino                                                 | Solferino        |
| 母 スイートドリーム 1979 鹿毛 | 母の母ゲラン 1964 栗毛                                    | *ソロナウエー Solonaway                                   | Anyway                                                    |                  |
| 母 スイートドリーム 1979 鹿毛 | 母の母ゲラン 1964 栗毛                                    | *ミスブゼン                                               | Summertime                                                | Summertime       |
| 母 スイートドリーム 1979 鹿毛 | 母の母ゲラン 1964 栗毛                                    | *ミスブゼン                                               | Imperial Gold F-No.18                                     |                  |
| 母系(F-No.)                   | ミスブゼン系(FN:18)                                       | ミスブゼン系(FN:18)                                       | ミスブゼン系(FN:18)                                       | [ § 3 ]          |
| 5代内の近親交配               | Pharos＝Fairway 5×5=6.25%、Bois Roussel 4･5（父内）=9.38% | Pharos＝Fairway 5×5=6.25%、Bois Roussel 4･5（父内）=9.38% | Pharos＝Fairway 5×5=6.25%、Bois Roussel 4･5（父内）=9.38% | [ § 4 ]          |
| 出典                          | 1. 2. 3. 4.                                               | 1. 2. 3. 4.                                               | 1. 2. 3. 4.                                               | 1. 2. 3. 4.      |